# Ортоверо
Ортовѐро (на италиански: Ortovero; на лигурски: Utuê, Утуе) е село и община в Северна Италия, провинция Савона, регион Лигурия. Разположено е на 63 m надморска височина. Населението на общината е 1585 души (към 2011 г.).